# ISO 3166-2:MD
ISO 3166-2 données pour la Moldavie

## Mises à jour
- ISO 3166-2:2002-05-21, info-lettre n° 2
- ISO 3166-2:2002-08-20, info-lettre n° 3
- ISO 3166-2:2002-12-10, info-lettre n° 4
- ISO 3166-2:2010-06-30, info-lettre n° II-2, modifications pour rendre consistants ISO 3166-1 et ISO 3166-2, addition de noms dans les langues administratives, et mise à jour de la structure et de la liste source (passage de 10 à 32 districts).

## Ville (3)ro:municipiu
```
MD-CU  
Chișinău

MD-BL  
Bălți

MD-TG  
Tighina
 [Bender]
```

## Districts (32)ro:raion
```
MD-AN  
Anenii Noi

MD-BR  
Briceni

MD-BS  
Basarabeasca

MD-CH  
Cahul

MD-CL  
Călărași

MD-CM  
Cimișlia

MD-CR  
Criuleni

MD-CS  
Căușeni

MD-CT  
Cantemir

MD-DO  
Dondușeni

MD-DR  
Drochia

MD-DU  
Dubăsari

MD-ED  
Edineț

MD-FA  
Fălești

MD-FL  
Florești

MD-GL  
Glodeni

MD-HI  
Hîncești

MD-IA  
Ialoveni

MD-LE  
Leova

MD-NI  
Nisporeni

MD-OC  
Ocnița

MD-OR  
Orhei

MD-RE  
Rezina

MD-RI  
Rîșcani

MD-SD  
Șoldănești

MD-SI  
Sîngerei

MD-SR  
Soroca

MD-ST  
Strășeni

MD-SV  
Ștefan Vodă

MD-TA  
Taraclia

MD-TE  
Telenești

MD-UN  
Ungheni
```

## Territoire autonome (1)ro:unitate teritorială autonomă
```
MD-GA  
Găgăuzia
, Unitate Teritorială Autonomă (UTAG)
```

## Unité territoriale (1)ro:unitatea teritorială
```
MD-SN  
Stînga Nistrului
, unitatea teritorială din
```

- Note: ce codage ne désigne que l'unité territoriale reconnue de jure par la Moldavie, sur la rive gauche du Dniestr (d'où le nom roumain romain traduisant Outre Dniestr, ou communément mais de façon plus ambiguë Transnistrie en français).
- Mais il n'inclue aucun des secteurs voisins situés sur la rive droite du Dniestr, dans 3 autres districts ou villes moldaves officiels : la plus grande partie au centre et à l'est de la ville de Tighina (appelée localement de facto uniquement Bender’ en russe, alors que les deux noms russes et roumains sont coofficiels pour la Moldavie), et quelques petites localités voisines, à l'est du district d'Anenii Noi et au nord du district de Căușeni) ; ces 3 secteurs sont contrôlés de facto par la « république moldave du Dniestr » (qui contrôle également la totalité de « l'unité territoriale d'Outre Dniestr » officielle, mais dont l'indépendance autoproclamée n'est en revanche pas reconnue internationalement), laquelle n'a pas donc pas de codification dans ISO 3166 pour elle-même (elle se désigne elle-même en langue russe non pas comme « outre Dniestr » mais comme « proche du Dniestr ») ni pour ses propres subdivisions administratives.